# Código Penal Português
O Código Penal Português é um compêndio que contém os princípios e as regras de Direito Penal pelas quais se rege a justiça de Portugal. O atual Código foi aprovado em 1982 pelo Decreto Lei nº 400/82 e reformulado em 1995 pelo Decreto Lei nº 48/95.

## História
Na sequência de um concurso público para a elaboração de um novo Código Penal em 1836, José Manuel da Veiga entregou o projecto vencedor. Este foi adoptado como Código Penal pelo Decreto de 4 de Janeiro de 1837, mas não chegou a entrar em vigor devido ao momento conturbado que se vivia na altura e que viria a com a aprovação em Abril desse ano da "Constituição Setembrista".
O primeiro Código Penal viria a ser aprovado em 1852 durante o governo do General Duque de Saldanha mas a sua falta de originalidade e de acordo com a tradição penal Portuguesa, porque quase copiado de códigos estrangeiros, valeu-lhe numerosas críticas. O principal fim das penas deste código é o da prevenção geral e os castigos corporais são substituídos pelas penas de prisão.
Este código foi objecto de sucessivas reformas, das quais cumpre salientar duas pela sua importância: a de Augusto César Barjona de Freitas e a de Lopo Vaz de Sampaio e Melo.
A 1 de Julho de 1867 foi aprovada a Lei que consubstanciava a chamada Reforma Penal de Barjona de Freitas que, entre outras inovações, aboliu a pena de morte por crimes civis, inovação em que Portugal precedeu qualquer país do mundo.
Em 1884 o Ministro Lopo Vaz de Sampaio e Melo propôs uma nova reforma penal às Cortes que revia substancialmente as disposições do Código Penal de 1852 e que ficou conhecida como Reforma Penal de Sampaio e Melo que aboliu todas as penas de caráter vitalício.
Depois de muitas revisões, o Código Penal de 1852 foi revogado e foi aprovado o Código de 1886.
Este continha, essencialmente, as soluções das sucessivas reformas do Código de 1852 e foi o Código Penal que mais tempo vigorou em Portugal, dado que apenas viria a ser substituído, depois de diversas revisões, pelo actual Código Penal.

## Situação actual
O actual Código Penal Português foi aprovado na sua versão original pelo Decreto-Lei nº 400/82, de 23 de Setembro, tendo sido republicado pela Lei nº 59/2007, de 4 de Setembro, que efectuou a última alteração até à data.
Na elaboração deste código, o legislador baseou-se essencialmente nos projectos de código penal elaborados em 1963 (Parte Geral) e em 1966 (Parte Especial) por Eduardo Correia, para tal comissionado pelo então Ministro da Justiça João de Matos Antunes Varela.
A doença e substituição do Presidente do Conselho António de Oliveira Salazar em 1968 e a revolução do 25 de Abril em 1974 ditaram o adiamento sucessivo da aprovação deste código que, deste modo, só viria a ser aprovado como lei quase vinte anos depois da elaboração do seu projecto.
O código encontra-se dividido entre Parte Geral e Parte Especial.

## Parte Geral
A parte geral do código trata dos princípios gerais, interpretação e aplicação das normas penais.

## Parte Especial
Trata da estatuição e tipicação dos actos que, considerados ilícitos pela lei penal, são passíveis de pena. Para cada acto tipificado no código como ilícito, corresponde uma pena que pode ser de prisão ou de multa.